# 바슈랭 몽도르
바슈랭 몽도르(프랑스어: vacherin Mont d'Or)는 스위스와 프랑스의 바슈랭 치즈이다.

## 이름
스위스 보주에서 생산되는 것은 바슈랭 몽도르(Vacherin Mont-d'Or) 또는 바슈랭(Vacherin)으로 불리며, 프랑스 두주에서 생산되는 것은 몽도르(Mont d'Or) 또는 바슈랭 뒤 오두(Vacherin du Haut-Doubs)라 불린다.

## 사진 갤러리

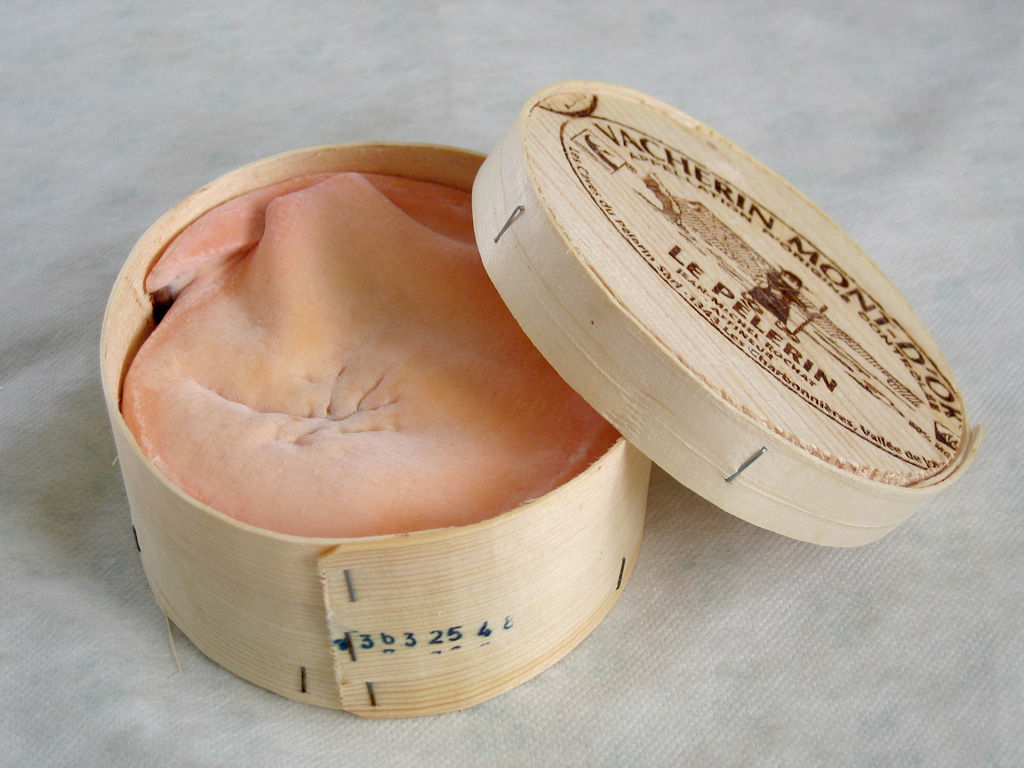
바슈랭 몽도르 (스위스)
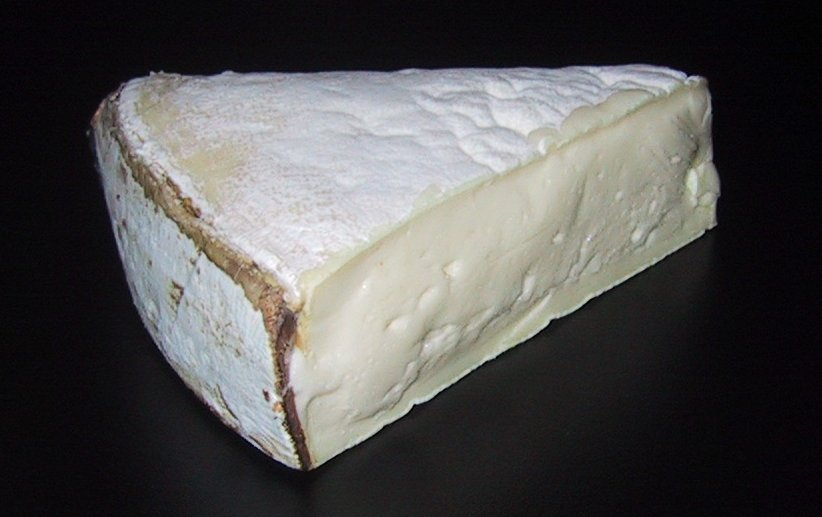
바슈랭 몽도르 (프랑스)

## 같이 보기
- 바슈랭 데 보주
- 바슈랭 프리부르주아